# هیلدا هیلست
هیلدا هیلست (به پرتغالی: Hilda Hilst) (زاده ۲۱ آوریل ۱۹۳۰،سائوپائولو - درگذشته ۰۴ فوریه ۲۰۰۴،سائوپائولو) شاعر، داستان‌سرا و نمایش‌نامه‌نویس برزیلی بود. منتقدین او را یکی از بهترین شاعران قرن بیستم ادبیات این کشور منظور می‌کنند. آثارش بیشتر موضوعات عرفان ، اروتیسم و آزادی جنسی زنانه را دنبال می‌کنند. هیلست عمیقاً تحت تأثیر جیمز جویس و ساموئل بکت بود. در آثارش جریان سیال ذهن و واقعیت چندپاره را به وفور می‌توان دید.

## یادکرد
1. ↑  Sadlier, Darlene J. “Hilda Hilst” in One Hundred Years after Tomorrow: Brazilian Women’s Fiction in the Twentieth Century. Indiana University Press, 1992, 146
2. ↑  Lezard, Nicholas. “With My Dog Eyes by Hilda Hilst Review – Not for the Faint-Hearted.” The Guardian, Guardian News and Media, 29 Apr. 2014